# Hội quán Lệ Châu

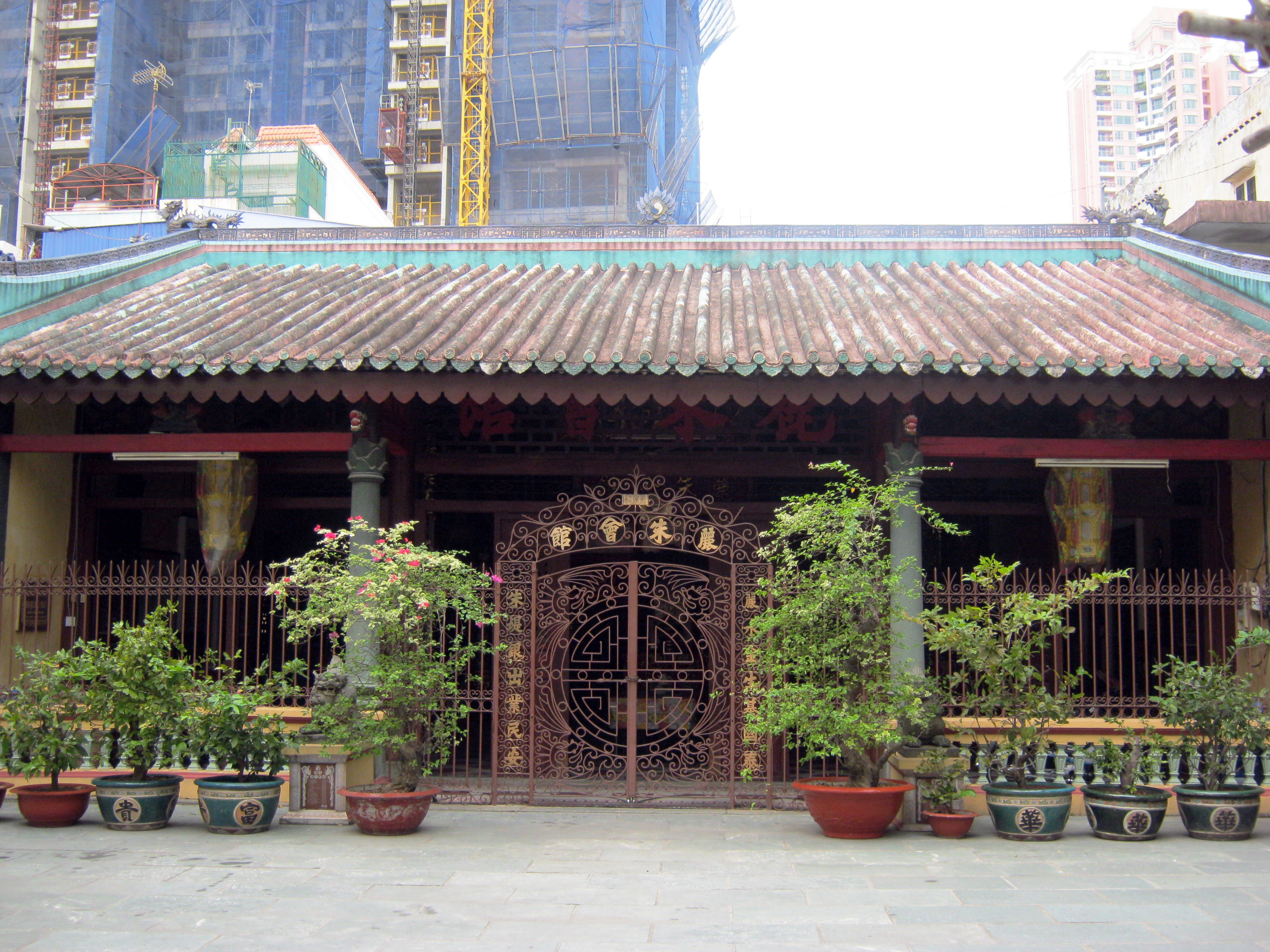
Lệ Châu hội quán

Hội quán Lệ Châu (hay Lệ Châu hội quán) tọa lạc tại số 586 đường Trần Hưng Đạo, thuộc Phường 14, Quận 5; là nhà thờ tổ nghề thợ kim hoàn sớm nhất tại Thành phố Hồ Chí Minh (Việt Nam).

## Tên gọi
Hội quán khi mới cất xong (1892) công trình có tên tạm là Nhà thờ tổ kim hoàn. Đến năm 1934, ngôi thờ được đại trùng tu (và tồn tại cho đến nay) bằng cột gỗ lim, mái ngói móc lợp theo kiểu âm dương, phía trước đền có bộ cửa sắt bao bọc, trên vòm cửa có thêm bốn chữ: Lệ Châu hội quán bằng đồng và dọc hai bên cửa sắt có câu đối: 
Lệ thủy kim sinh cơ quốc thái
Châu đê ngân xuất nghiệp dân an.
Dịch:
Sông Lệ sinh vàng nên quốc thái
Bờ Châu ra bạc nghiệp dân an.
Hiện có hai giả thuyết về cái tên Lệ Châu:
-Thứ nhất, tên lấy từ câu: Kim trầm lệ thủy, ngân xuất châu đê, có nghĩa vàng chìm sông lệ, bạc xuất bờ châu. Do ngoài việc thờ tổ (Cao Đình Độ và Cao Đình Hương), nơi này còn là nơi quy tụ các tay thợ kim hoàn (còn được gọi là thợ bạc), nên ngôi thờ được gọi Lệ Châu hội sở rồi đổi thành Lệ Châu hội quán.
-Thứ hai, hội quán lập ra để nhớ ơn ba người họ Trần (ba anh em ruột và đều là học trò của ông Cao Đình Hương) là Trần Hòa, Trần Điện và Trần Điền đã vào vùng Sài Gòn - Chợ Lớn truyền dạy nghề kim hoàn. Sau một thời gian, các ông tiếp tục qua Nam Vang (Campuchia), Lào, Thái Lan tiếp tục việc truyền dạy rồi không trở về nữa. Vì vậy, các thợ bạc Chợ Lớn lấy tên Lệ Châu, với nghĩa là nước mắt để nói lên nỗi mất mát, thương nhớ những người thầy của mình.

### Ghi nhận công lao

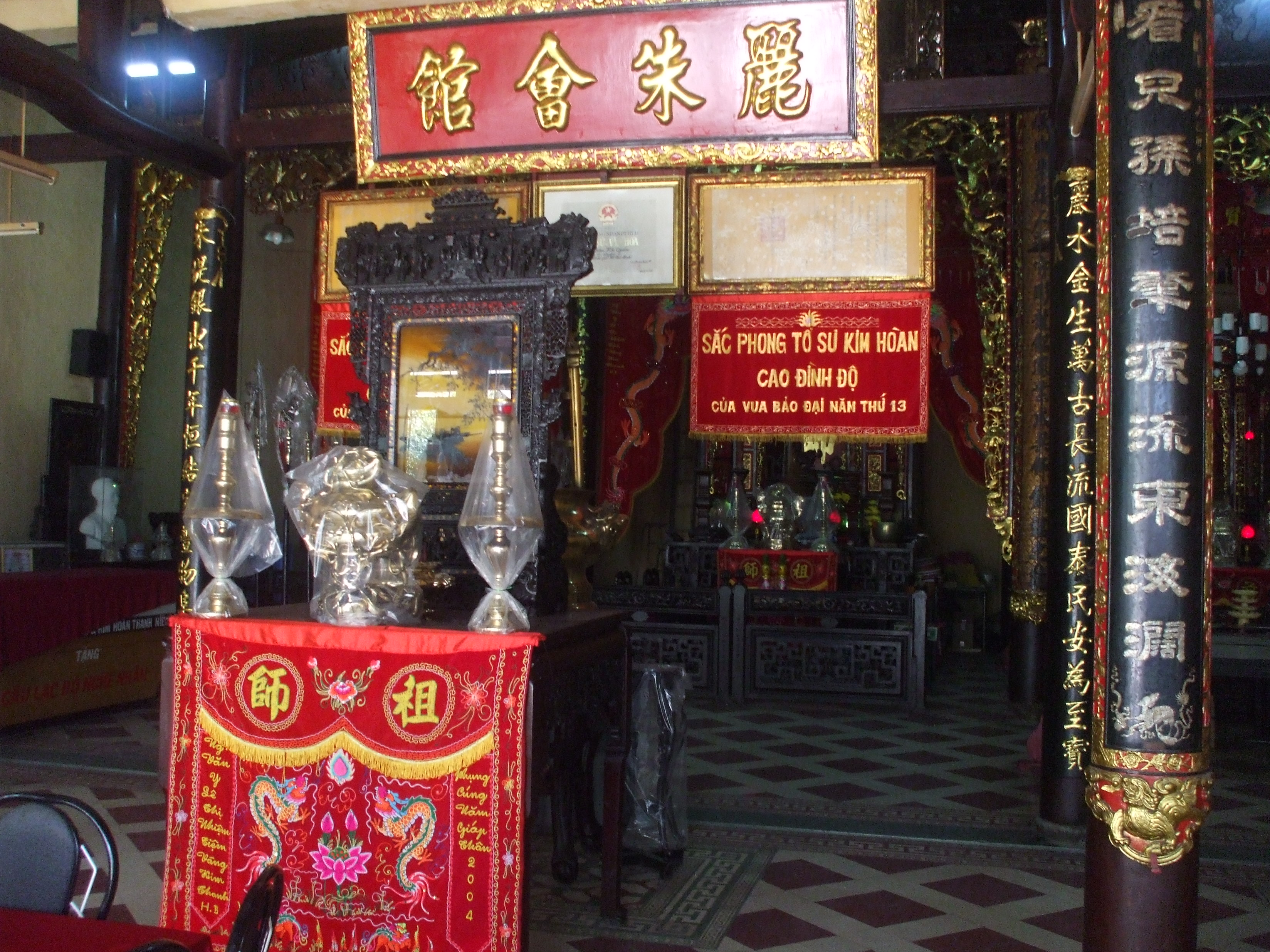
Chính điện Lệ Châu hội quán.